# Spanner

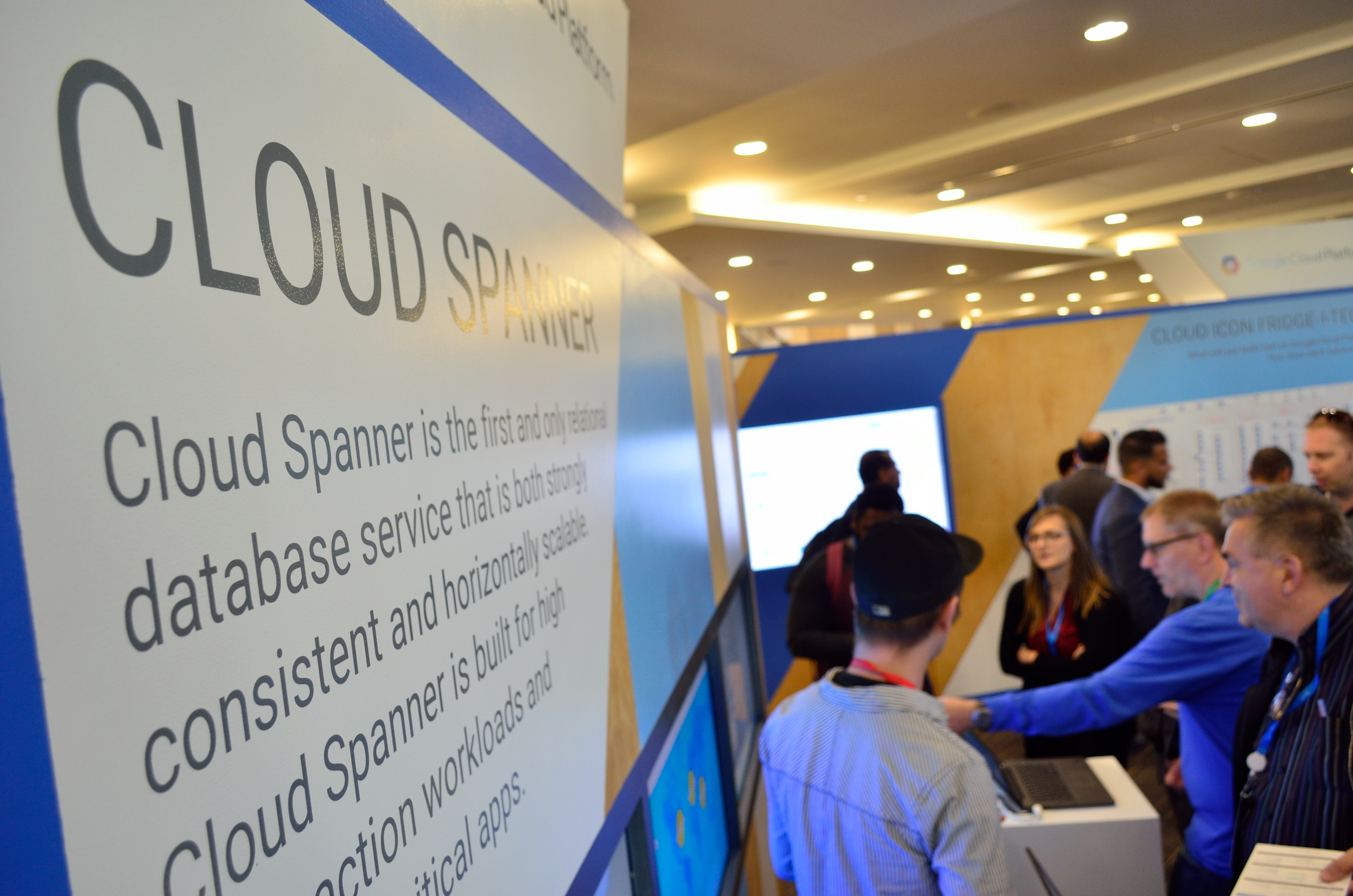
谷歌云扳手

Spanner是谷歌公司开发的一款全球级分布式关系数据库管理系统，它是BigTable的继任者。谷歌称Spanner不是一个纯粹的关系型系统，因为每个表必须有主键。
谷歌把名为F1的SQL数据库管理系统构建于Spanner之上，并取代自己定制的MySQL。